# Bester deutscher Nachwuchsspieler der Basketball-Bundesliga
Der Beste deutsche Nachwuchsspieler (U22) ist eine Auszeichnung der Basketball-Bundesliga (BBL) für den besten deutschen Nachwuchsspieler einer Saison. Der Preisträger wird von einem Expertengremium, bestehend aus den Headcoaches der 18 BBL-Teams, dem Bundestrainer der Herren-Nationalmannschaft, dem Leiter Sport der BBL und dem BBL-Geschäftsführer gewählt. Bis zur Saison 2010/11 hieß die Auszeichnung Rookie of the Year. Außerdem wurde der Titel bis einschließlich der Saison 2012/13 an den besten Nachwuchsspieler unter 24 Jahren vergeben.
Aktueller Träger der Auszeichnung (2024) ist Johann Grünloh.

## Tabellarische Chronik

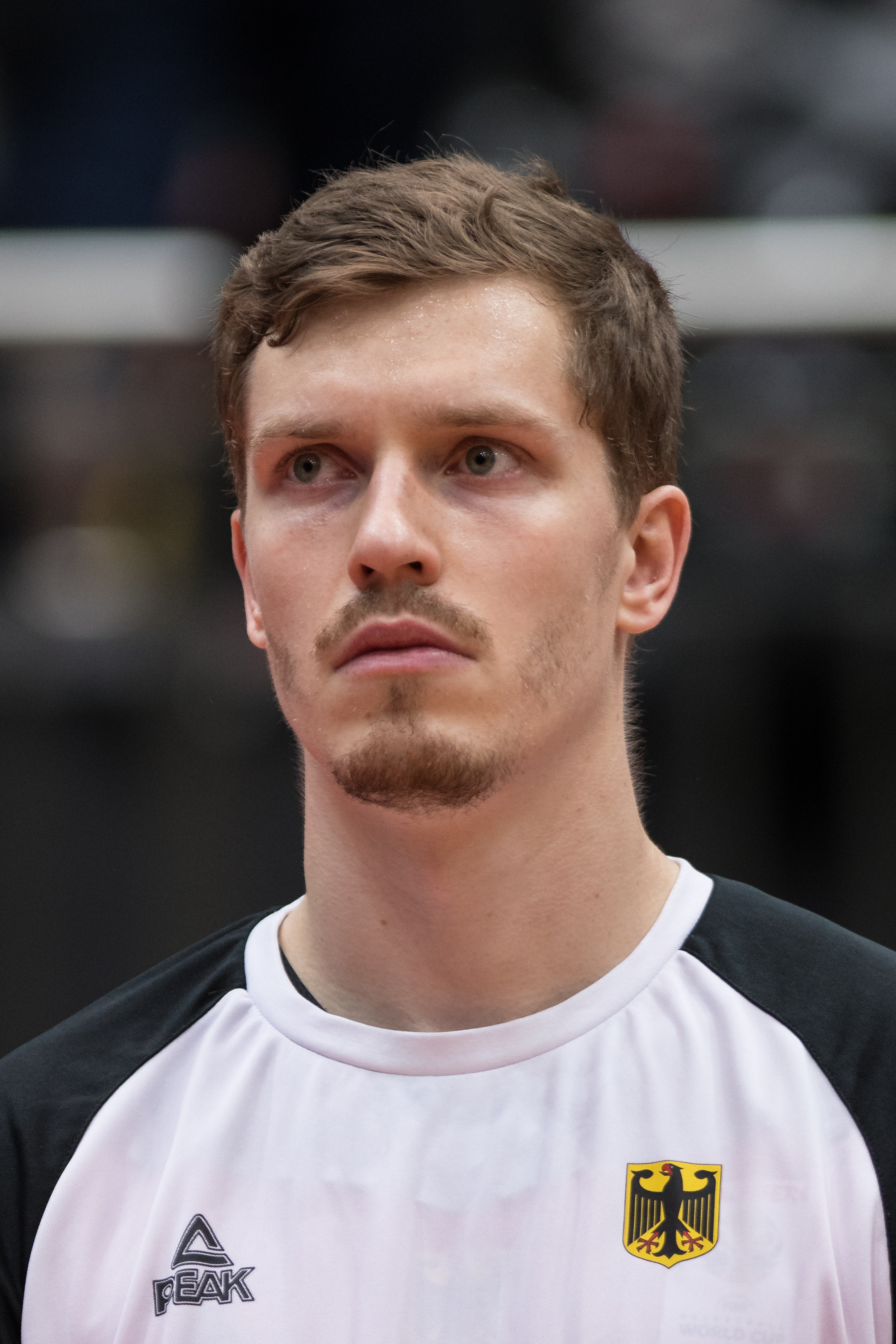
Andreas Obst, bester deutscher Nachwuchsspieler der Saison 2017/18

| Saison                                  | Spieler                                                  | Nat.                                                     | Verein                                                   |
| --------------------------------------- | -------------------------------------------------------- | -------------------------------------------------------- | -------------------------------------------------------- |
| Rookie of the Year                      |                                                          |                                                          |                                                          |
| 2001/02                                 | Marcus Goree                                             | Vereinigte Staaten                                       | OPEL Skyliners                                           |
| 2002/03                                 | Szymon Szewczyk                                          | Polen                                                    | TXU Energie Braunschweig                                 |
| 2003/04                                 | Aleksandar Ćapin                                         | Slowenien                                                | Telekom Baskets Bonn                                     |
| 2004/05                                 | Koko Archibong                                           | Nigeria                                                  | GHP Bamberg                                              |
| 2005/06                                 | Anton Gavel                                              | Slowakei                                                 | Gießen 46ers                                             |
| 2006/07                                 | Nicolai Simon                                            | Deutschland                                              | Alba Berlin                                              |
| 2007/08                                 | Philipp Schwethelm                                       | Deutschland                                              | Köln 99ers                                               |
| 2008/09                                 | Per Günther                                              | Deutschland                                              | ratiopharm ulm                                           |
| 2009/10                                 | Tibor Pleiß                                              | Deutschland                                              | Brose Baskets                                            |
| Bester deutscher Nachwuchsspieler (U24) |                                                          |                                                          |                                                          |
| 2010/11                                 | Tibor Pleiß (2)                                          | Deutschland                                              | Brose Baskets                                            |
| 2011/12                                 | Maik Zirbes                                              | Deutschland                                              | TBB Trier                                                |
| 2012/13                                 | Dennis Schröder                                          | Deutschland                                              | New Yorker Phantoms                                      |
| Bester deutscher Nachwuchsspieler (U23) |                                                          |                                                          |                                                          |
| 2013/14                                 | Daniel Theis                                             | Deutschland                                              | ratiopharm ulm                                           |
| 2014/15                                 | Johannes Voigtmann                                       | Deutschland                                              | Fraport Skyliners                                        |
| Bester deutscher Nachwuchsspieler (U22) |                                                          |                                                          |                                                          |
| 2015/16                                 | Paul Zipser                                              | Deutschland                                              | FC Bayern München                                        |
| 2016/17                                 | İsmet Akpınar                                            | Deutschland                                              | Alba Berlin                                              |
| 2017/18                                 | Andreas Obst                                             | Deutschland                                              | Rockets                                                  |
| 2018/19                                 | Franz Wagner                                             | Deutschland                                              | Alba Berlin                                              |
| 2019/20                                 | wegen coronabedingter Saisonunterbrechung nicht vergeben | wegen coronabedingter Saisonunterbrechung nicht vergeben | wegen coronabedingter Saisonunterbrechung nicht vergeben |
| 2020/21                                 | Justus Hollatz                                           | Deutschland                                              | Hamburg Towers                                           |
| 2021/22                                 | Justus Hollatz (2)                                       | Deutschland                                              | Hamburg Towers                                           |
| 2022/23                                 | Malte Delow                                              | Deutschland                                              | Alba Berlin                                              |
| 2023/24                                 | Johann Grünloh                                           | Deutschland                                              | Rasta Vechta                                             |